# Sadou Ntanzi
Sadou Ntanzi,, (parfois orthographié N'Tanzi), né le 7 janvier 2000 à Longjumeau, est un handballeur professionnel français évoluant au poste de demi-centre au Tatabánya KC.

## Biographie
Sadou Ntanzi ne se destinait pas au handball, il voulait faire du football mais le terrain était trop loin de la maison de sa mère. Il a pratiqué le judo pendant un an au sein du gymnase David Douillet à Savigny-sur-Orge. Puis il se laisse tenter par le handball, pratiqué dans le même gymnase, et rejoint l'équipe qu'il croisait dans les couloirs.
A l'âge de 15 ans, il intègre le Centre départemental de formation et d'animation sportives (CDFAS) d'Eaubonne. Pendant les 3 années du lycée, il y suit un cursus sport-étude et se confronte à des joueurs de 3e division, ce qui lui permet de très vite progresser. Il continue les week-end de jouer avec son club de Savigny Handball et suit également des stages en équipe de France jeunes. Au bout de ces 3 années, il obtient sont bac S et est régulièrement appelé en équipe de France junior en tant que capitaine de sa génération.
Après avoir passé 9 ans au sein du club de Savigny-sur-Orge, il rejoint en 2017 le club du Paris Saint-Germain (handball) pour jouer avec l'équipe de réserve en Nationale 1. Il s'adapte vite et fait ses preuves dès sa première saison pour confirmer les saisons suivantes. Le 4 avril 2019, il joue son premier match avec l'effectif professionnel du Paris Saint-Germain  en Lidl StarLigue face à l'US Ivry puis, le 13 octobre 2019, il participe à son premier match de Ligue des champions contre le RK Celje, où il inscrit 2 buts. 
En novembre 2020, après avoir signé son premier contrat professionnel à l'été 2020 avec Paris Saint-Germain, il prolonge son contrat avec le PSG jusqu'en 2024 et est prêté au Fenix Toulouse Handball jusqu'à la fin de la saison , Luc Steins faisant le chemin inverse pour pallier l'absence de Nikola Karabatic,.
Au terme de la saison 2023-2024, le jeune demi-centre quittera le championnat de France pour rejoindre le club de Tatabánya KC en Hongrie.

## Palmarès

### En club
- Vainqueur du Championnat de France (4) : 2021, 2022, 2023 et 2024
- Vainqueur de la Coupe de France (1) : 2022
- Vainqueur du Trophée des champions (1) : 2023

### En équipe nationale
Ses résultats en équipes de France jeunes et junior sont :
- 4e place au Festival olympique de la jeunesse européenne (FOJE) en 2017 (hu)
- 7e place et meilleur demi-centre du Championnat d'Europe des -18 ans en 2018 (en)
- 6e place au Championnat du monde jeunes en 2019 (en)